# Lossonczy Tamás
Lossonczy Tamás (Budapest, 1904. augusztus 12. – Budapest, 2009. november 3.) Kossuth-díjas magyar festőművész, grafikus.

## Élete
Kezdetben joghallgató volt, 1923-ban kezdte a Képzőművészeti Főiskolát, tanárai Bosznay István és Vaszary János voltak, 1926-ban végzett. Emellett 1929 és 1931 között Kaesz Gyula tanítványa volt az Iparművészeti Főiskolán. Első tanulmányútjai Párizsba vezettek, először 1926-ban, majd 1937-ben. 1929-ben Bodon Sándor építésznél vendégeskedett Hollandiában. 1940-ben megnősült, felesége Lossonczy Ibolya néven maga is ismert szobrász lett.
1934-ben a Szocialista Képzőművészek Csoportjának tagja lett. 1945 és 1946 között az Európai Iskola tagja, majd 1948-ig az Elvont Művészek magyar csoportjához csatlakozott.

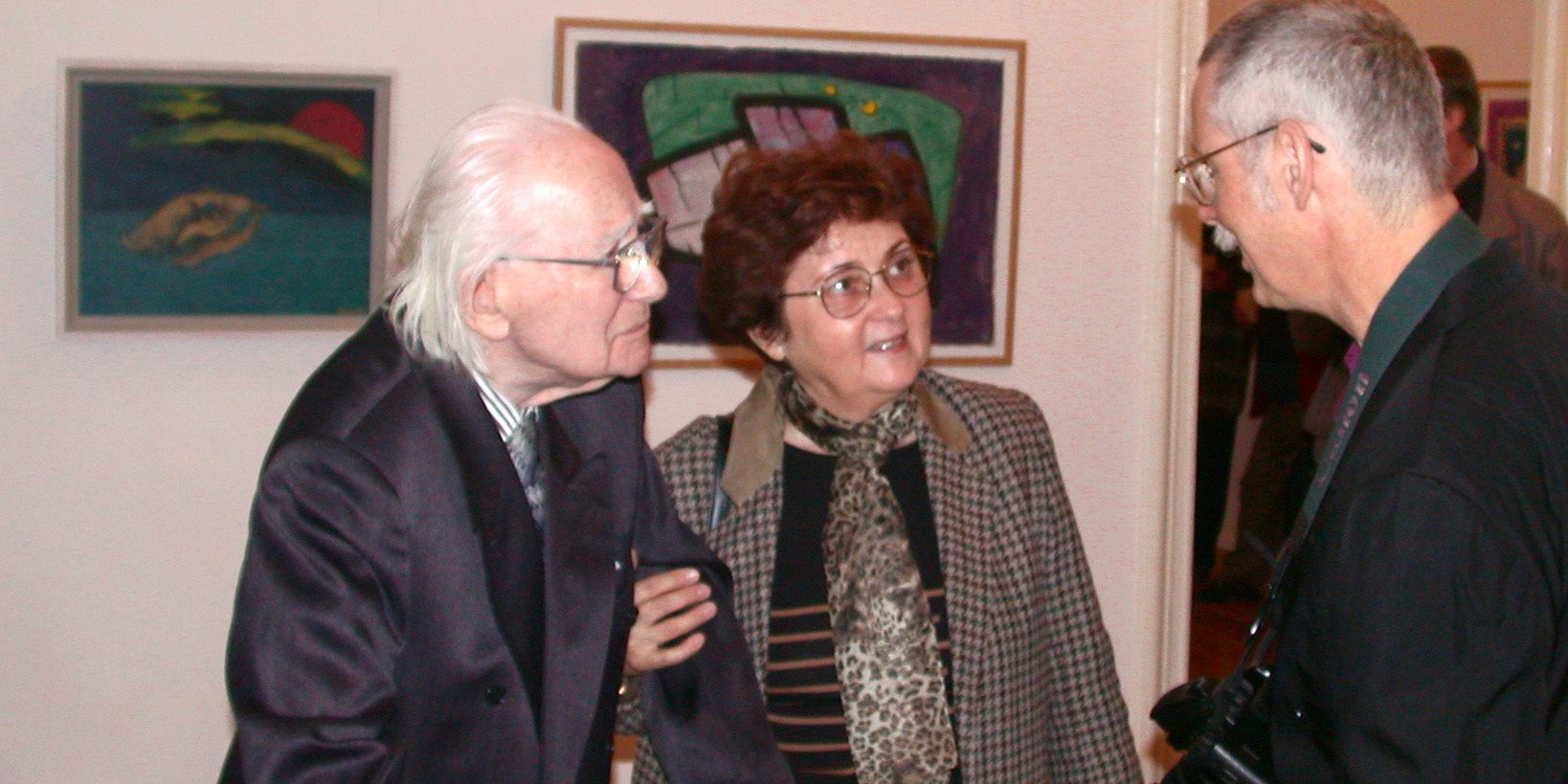
Lossonczy Tamás, Éda asszony és ifjabb Kazinczy János, a szobrász, Lossonczy Tamás és id. Kazinczy János Antal festőművész közös kiállításuk megnyitóján (Budapest, 2002. október 27.)

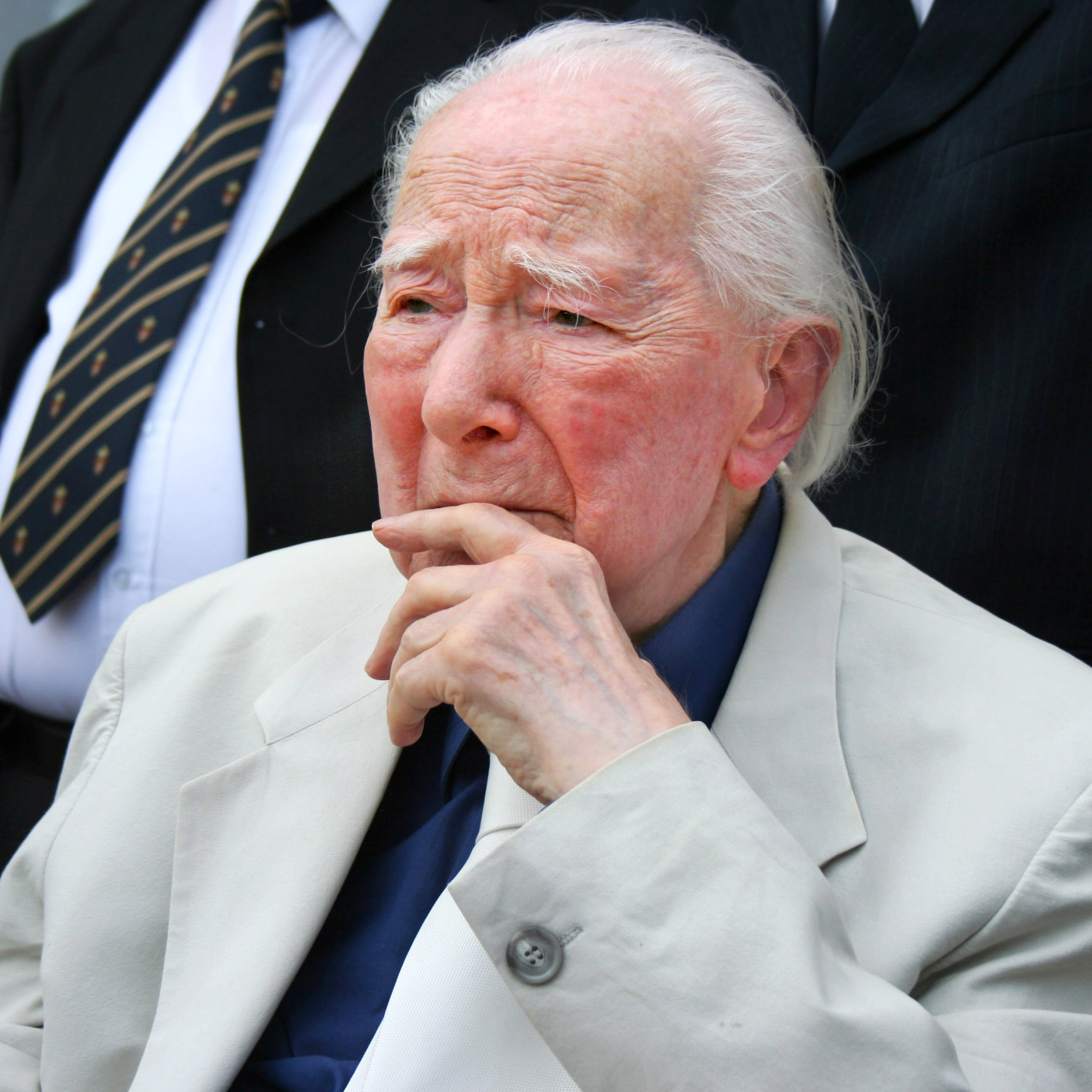
Lossonczy Tamás 105. születésnapján, a Nemzeti Galéria előtt várakozik a tévésekre. Ekkor nyílt több emeletet kitevő kiállítása, amely a 100. és a 105. születésnap közötti alkotói időszakának képeit mutatta be. (Budapest, 2009. augusztus 12.)

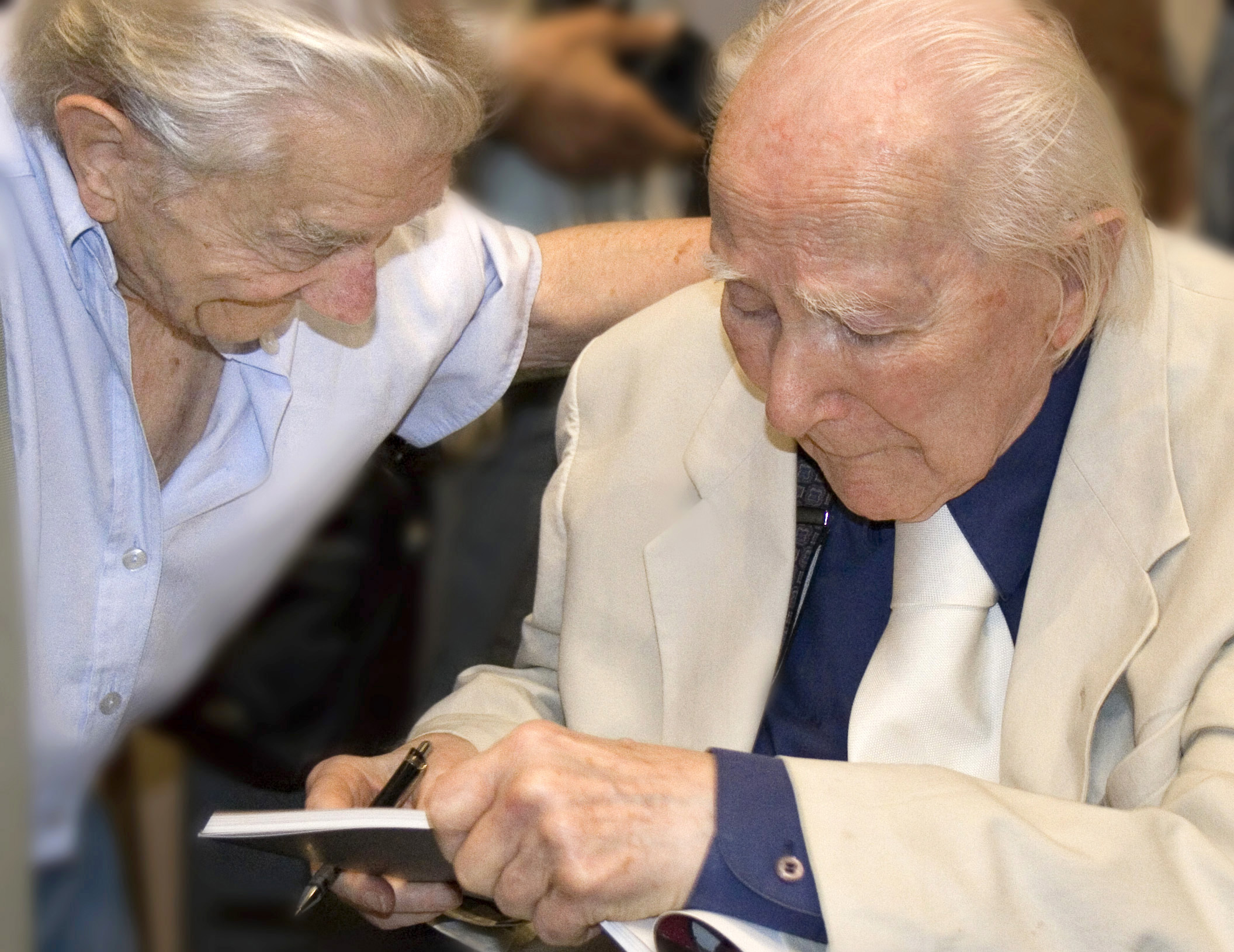
Lossonczy Tamás 105. születésnapján dedikálja könyvét a festőbarátnak, Papp Oszkárnak (Budapest, 2009. augusztus 12.)

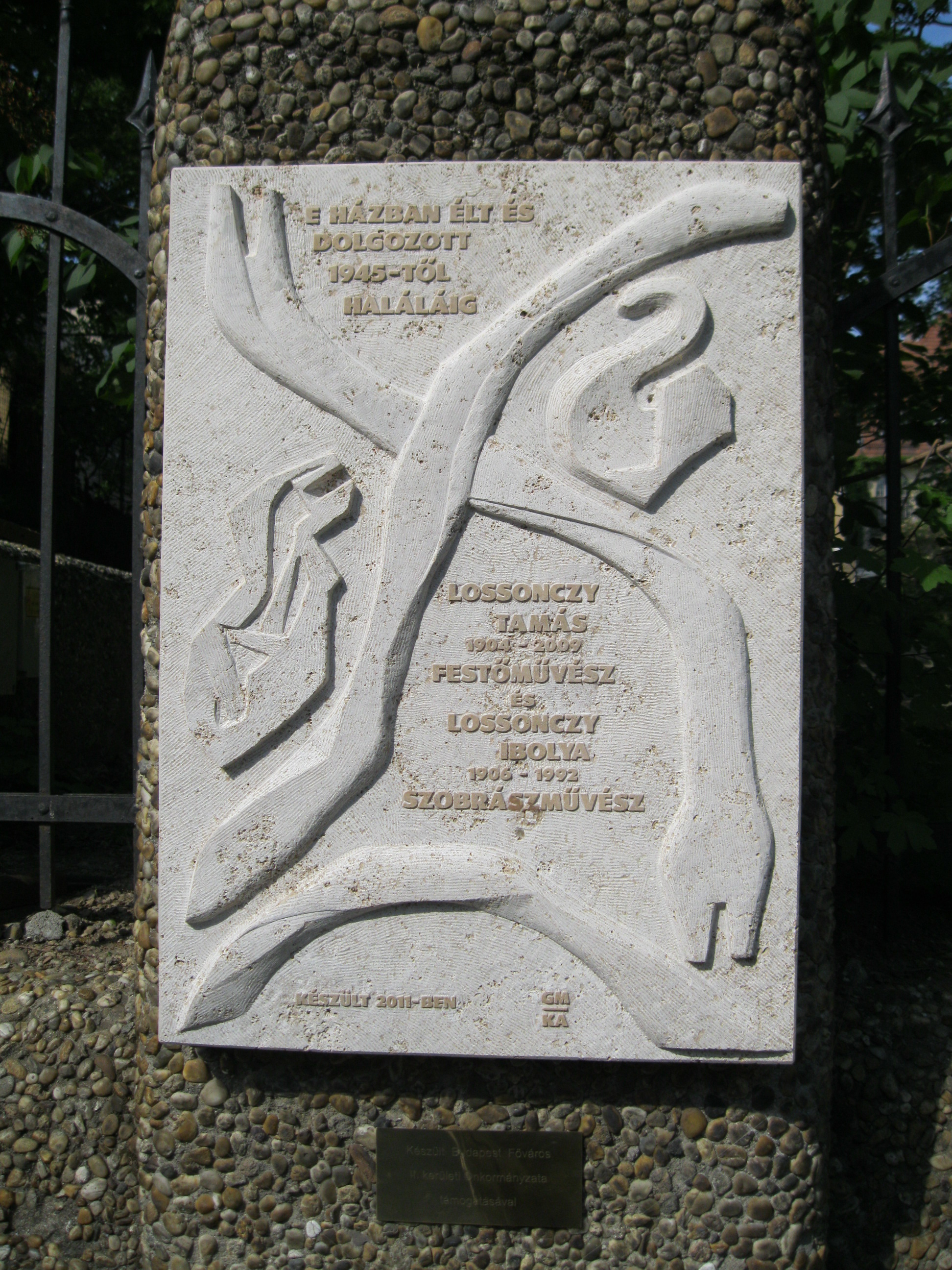
Lossonczy Tamás emléktáblája, annak a háznak a bejáratánál, ahol élt és alkotott (Budapest II. kerület, Ady Endre utca 17.)

1957-ben a MÜM 18. számú szakmunkásképző intézetben szerkezettant tanított 1968-as nyugdíjazásáig. Ebben az időszakban készítette el nagy hatású művét, a Tisztító nagy vihar című képet. 1985-ben érdemes művészi díjat vehetett át.
1992-ben a Széchenyi Irodalmi és Művészeti Akadémia alapító tagja. 1994-ben Kossuth-díjban részesült. Idős korában is aktívan dolgozott, töretlen életkedvvel gyarapította több mint ezer olajképből és mintegy tizenötezer grafikából álló életművét. 105 éves korában hunyt el.

## Stílusa
Kezdetben nonfiguratív festészettel próbálkozott, majd organikus-térkonstruktív alkotásokat (elsősorban téralkotásokat) készített, aztán hosszabb ideig nem festett, Molnár Farkasnál dolgozott belsőépítészként. 1939-től kezdett újra festeni, már itt megjelentek a később jellegzetessé váló ikerháromszögek. Az 1950-es években baloldali meggyőződése miatt szocreál műveket készített, amivel 1952-ben hagyott fel. 1955-ben alkotói válságba került, 1960-ban kezdett újra aktívabban festeni, elsősorban sorozatokat. Az induló új avantgárd festőkkel ápolt kapcsolatot (pl. Bak Imrével, Molnár Sándorral), de szorosabban nem vesz részt a munkájukban. 1970-től előbb ún. „űrképekkel” foglalkozott, majd felerősödtek művészetében az expresszionista és szürrealista hatások. Később festészete egyszerűsödött, nem kötötte magát stílusokhoz, és grafikai tevékenysége is intenzívebbé vált.

## Kiállításai (válogatás)
Első önálló kiállítását Kállai Ernő rendezte meg 1943-ban az Alkotás Művelődési Házban, majd 1948-ban a Képzőművészek Szabad Szakszervezetének épületében volt a következő. Hosszú és kényszerű szünet utáni első egyéni kiállítása 1971-ben, a Fényes Adolf Teremben volt, később többek között a Műcsarnokban, a győri Megyei Képtárban, a Mednyánszky Teremben, az Ernst Múzeumban, a Szinyei Szalonban, a Képzőművészeti Egyetemen és a Kassák Lajos Emlékmúzeumban állított ki. Állandó kiállítása van a budapesti Párizsi Kék Galériában és 2005-ben életmű-kiállítása volt a Műcsarnokban. 2008-ban New York-ban állították ki több képét. 2009-ben kiállítás nyílt a Magyar Nemzeti Galériában a festő 100 és 105 éves kora között készült műveiből.

## Képei (válogatás)
- 1944 Viharban (olaj, vászon, 53 x 63 cm)
- 1945 Fájdalom és remény
- 1946 Temetés
- 1946 Gépritmus (olaj, vászon, 40 x 40 cm; magántulajdonban)
- 1946-47 Tíz tábla
- 1947 Sötétet váltó fény (olaj, vászon, 35,5 x 50 cm; magántulajdonban)
- 1947 Négy kör II. (olaj, vászon, 37,5 x 50 cm; magántulajdonban)
- 1947-48 Pályák (olaj, vászon, 80 x 94 cm; magántulajdonban)
- 1946 Természetrajzi Múzeum (olaj, vászon, 73 x 100 cm; magántulajdonban)
- 1957-62 Tisztító nagy vihar
- 1965 Radar (olaj, vászon, 50 x 70 cm; magántulajdonban)
- 1966 Forgás és Sebesség (olaj, vászon, 80 x 80 cm; magántulajdonban)
- 1967-68 Alakuló élet (olaj, vászon, 80 x 100 cm; magántulajdon)
- 1969 Tisztelet Frank Frigyesnek (olaj, vászon, 50 x 60 cm)
- 1970 Ringató (olaj, vászon, 70 x 80 cm; magántulajdonban)
- 1971 Színvihar (olaj, vászon, 30 x 40 cm; magántulajdonban)
- 1972 Kapaszkodó (olaj, vászon, 40 x 40 cm; magántulajdonban)
- 1973 Kék titok (olaj, vászon, 70 x 60 cm; magántulajdonban)
- 1973 Hattyú (olaj, vászon, 40 x 50 cm; magántulajdonban)
- 1975-77 Viaskodások (Kiállítva 2005-ben a Műcsarnokban)
- 1974 Hullámtörő (olaj, vászon, 68 x 55 cm; magántulajdonban)
- 1981 A mindenható káposztafej (olaj, vászon, 80 x 60 cm; magántulajdonban)
- 1981 Kötéltáncosnő (olaj, vászon, 50 x 60 cm; magántulajdonban)
- 1984 Távolodó (olaj, vászon, 80 x 65 cm; magántulajdonban)
- 1984 Fojtott indulat (olaj, vászon, 100 x 80 cm; magántulajdonban)
- 1985 Hírhozó Mexikóból (olaj, vászon, 60 x 55 cm)
- 1987 Civilizált emberevő (olaj, vászon, 100 x 80 cm; magántulajdonban)
- 1990 Gondolatok a nyílt tengeren (olaj, vászon, 60 x 50 cm; magántulajdonban)
- 1991 Dal (olaj, vászon, 100 x 40 cm; magántulajdonban)
- 1991 Lengés és repülés (olaj, vászon, 100 x 40 cm; magántulajdonban)
- 1995 Érdeklődő (olaj, vászon, 50 x 70 cm; magántulajdonban)
- 1997 Rekviem egy geometriába fulladt festőért (olaj, vászon, 80 x 100 cm)
- 1998 Vezetékek I. (olaj, vászon, 30 x 40 cm; magántulajdonban)
- 2004 Földrengés (olaj, vászon)

## Köztéri műve

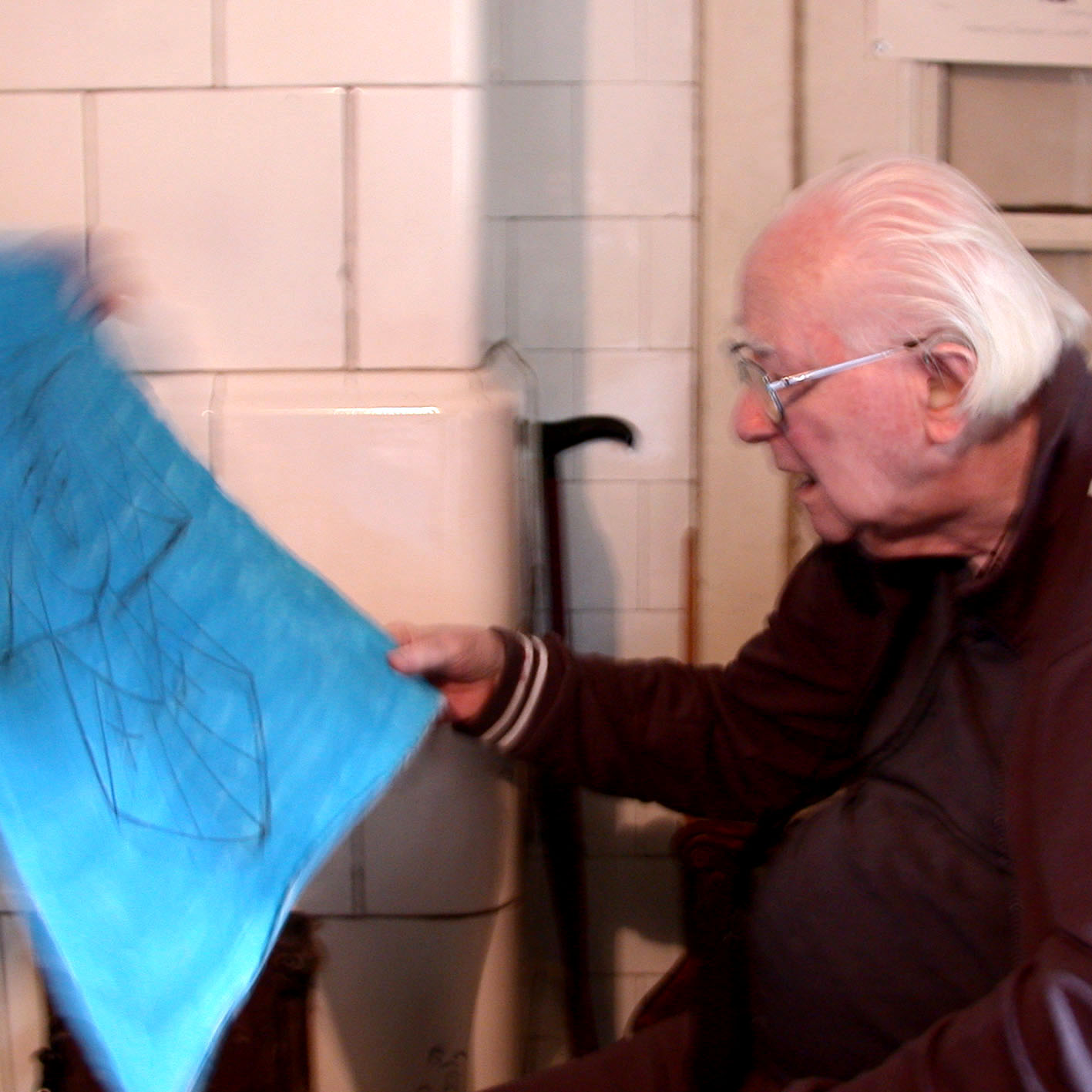
Lossonczy Tamás otthonában, barátjának Kazinczy Jánosnak egy művét tanulmányozza

- 1997 Mozaik (Metro EUR-magliana, Róma)

## Társasági tagságai
- Európai Iskola
- Magyar Képzőművészek és Iparművészek Szövetsége Festő Szakosztály

## Díjai, elismerései (válogatás)
- Érdemes művész (1985)
- Kossuth-díj (1994)
- Nagy Imre-emlékplakett (1999)
- A Magyar Köztársasági Érdemrend tisztikeresztje (2004)
- Budapest II. kerületének díszpolgára (2004)

## Film
- MŰsor/artList – riportfilm Lossonczy Tamással rendező: Pater Sparrow, operatőr: Spáh Károly, producer: Pátkai Marcell, Pátkai Szilvia (DATA Alapítvány, 2009)
- Magyar művész hódolata Róma népének – Lossonczy Tamás filmkoncepciójának rekonstruálása rendező: Pater Sparrow, operatőr: Spáh Károly, producer: Pátkai Marcell, Pátkai Szilvia (DATA Alapítvány, 2009)[2]
- 105 év naplója – riportfilm Lossonczy Tamásról - titkos hangnaplójának részleteivel rendező: Pater Sparrow, operatőr: Spáh Károly, producer: Pátkai Marcell, Pátkai Szilvia (DATA Alapítvány, 2011)

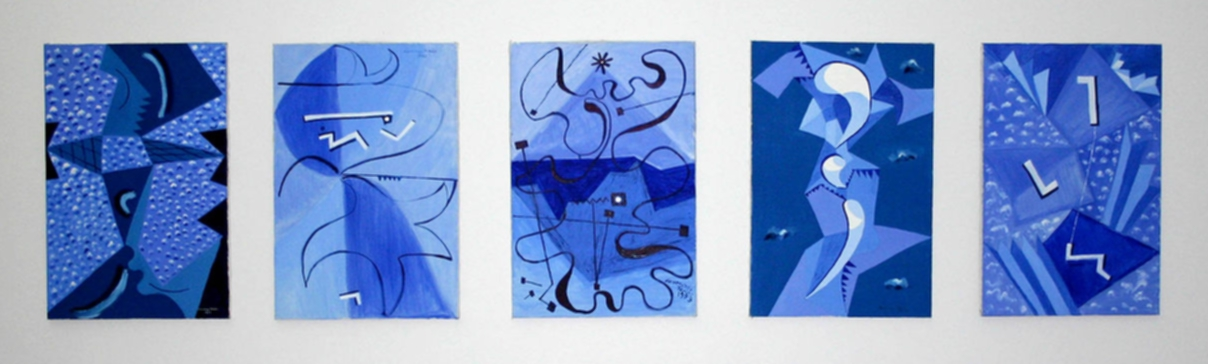
A Műcsarnokban megrendezett életmű-kiállítás egy részlete